# Nora Schimming-Chase
Pour les articles homonymes, voir Chase.
Nora Schimming-Chase, née le 1er décembre 1940 à Windhoek (Sud-Ouest africain) et morte le 13 mars 2018 dans la même ville, est une diplomate et une femme politique namibienne.

## Biographie
Fille du militant indépendantiste Otto Schimming, elle est d'abord enseignante et la représentante de l'Union nationale du Sud-Ouest africain en Tanzanie de 1974 à 1978. Après l'indépendance de la Namibie, elle entre au ministère des Affaires étrangères et est nommée ambassadeur en Allemagne (1992-1996) et en Autriche (1994-1996).
En 2000, après avoir participé à la fondation du Congrès des démocrates, elle est élue députée et siège à l'Assemblée nationale jusqu'à sa mort.